# Leme (Rio de Janeiro)
Leme è un quartiere (bairro) della Zona Sud della città di Rio de Janeiro in Brasile.

## Amministrazione
Leme fu istituito come bairro a sé stante il 23 luglio 1981 come parte della Regione Amministrativa V - Copacabana  del municipio di Rio de Janeiro.